# 滋賀県道25号彦根近江八幡線
滋賀県道25号彦根近江八幡線（しがけんどう25ごう ひこねおうみはちまんせん）は、滋賀県彦根市から近江八幡市に至る主要地方道（滋賀県道）である。

## 概要
滋賀県彦根市外町の起点から長曽根町北交差点まで彦根市街地を横断し、以降は湖岸に沿って南下し終点・近江八幡市長命寺町交差点に向かう路線である。
途中、近江八幡市で現道とバイパス（大中バイパス）が分岐する。現道は湖岸に沿って休暇村を経由し長命寺町交点に至る。一方、バイパスは内陸を通って長命寺町へ行く。
近江八幡市内の現道を除いて、全線2車線の道路である。一方で、現道はカーブが多く残り、休暇村-長命寺町の区間では2車線未満の部分が存在する。

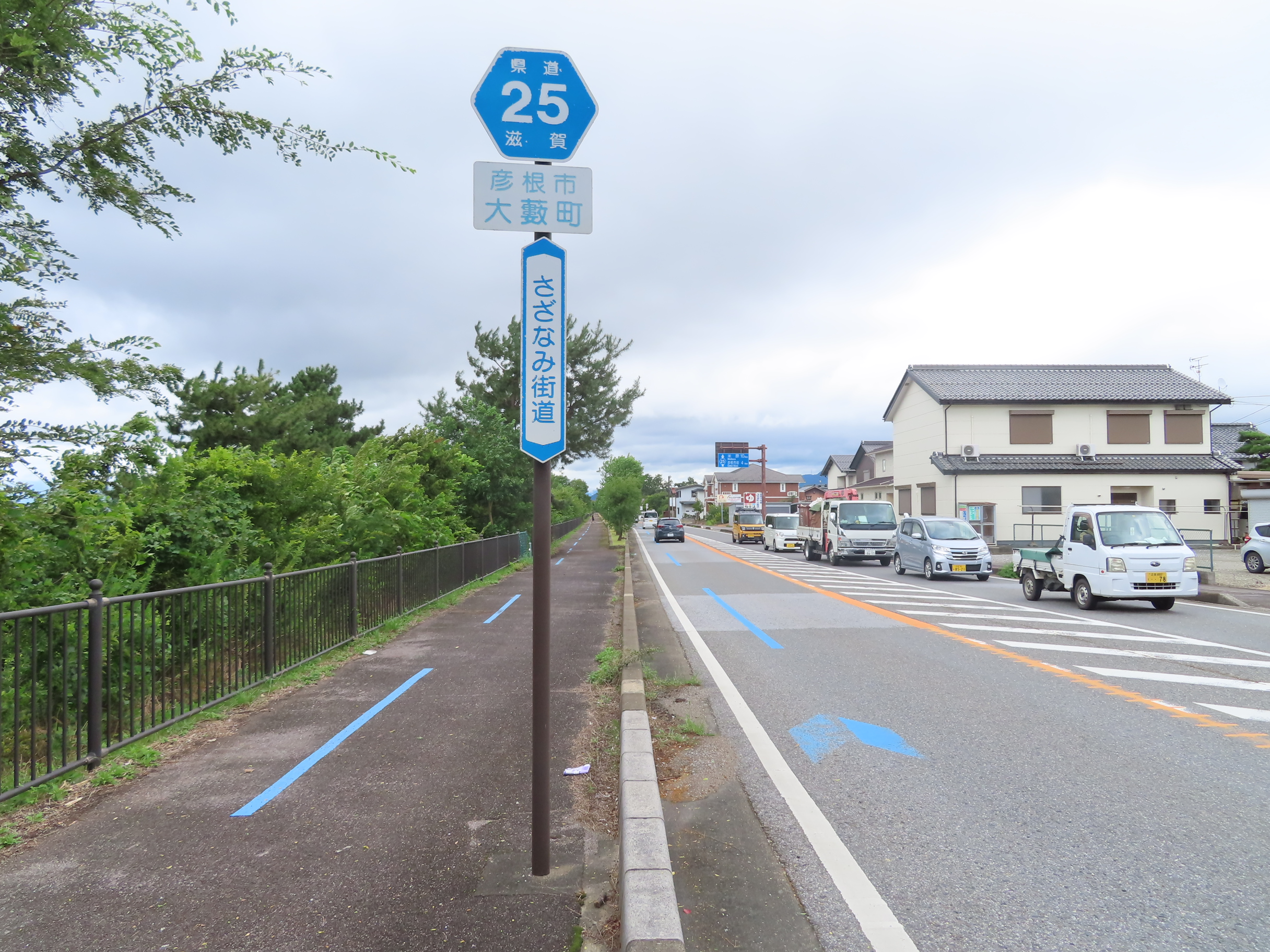
彦根市大薮町。さざなみ街道。
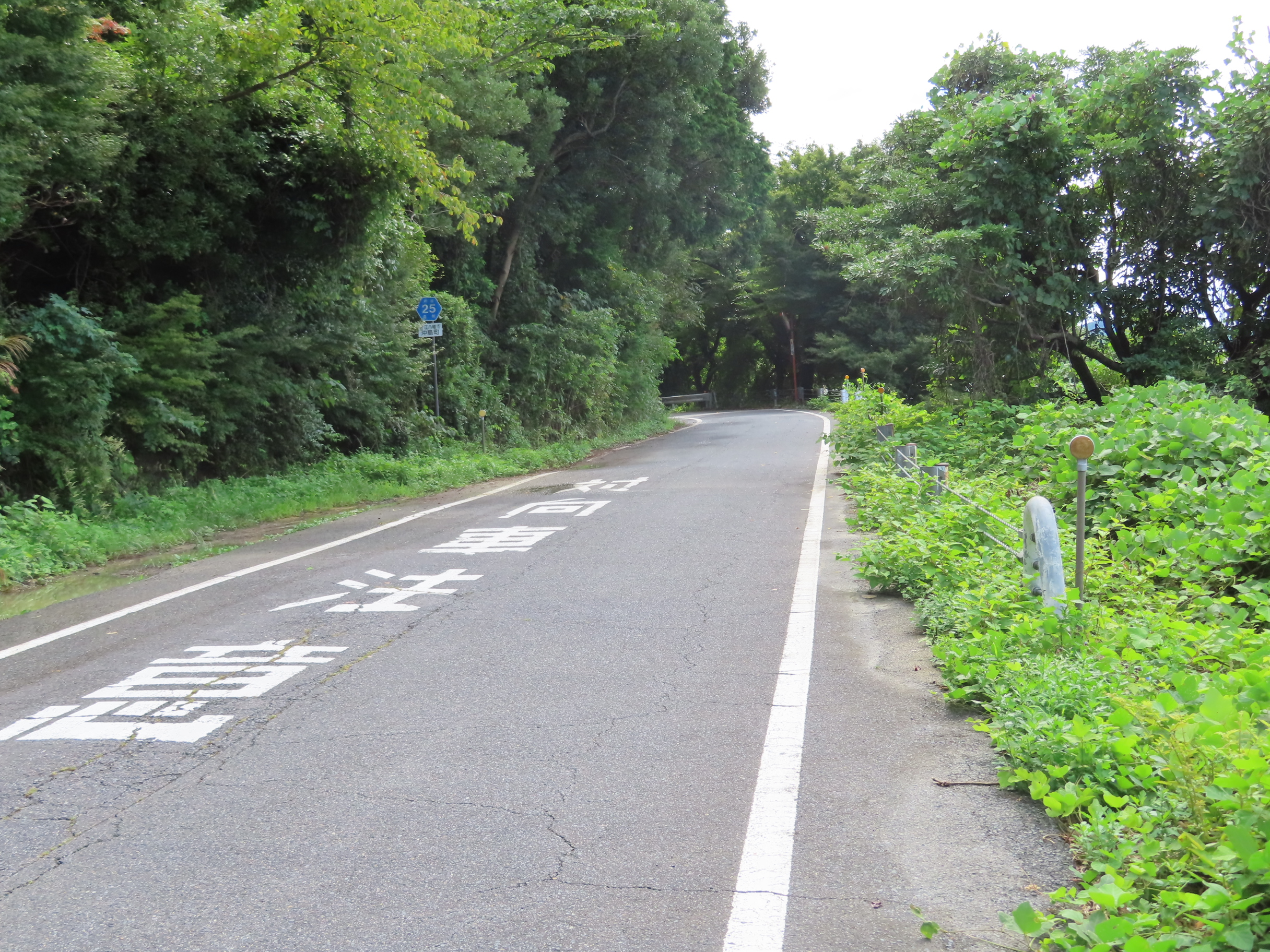
近江八幡市沖島町の現道

### 路線データ
- 起点：彦根市外町
- 終点：近江八幡市長命寺町

## 歴史
- 1958年（昭和33年）7月26日 - 滋賀県道190号彦根柳川近江八幡線が認定[1]。
- 1964年（昭和39年）12月28日 - 建設省（現・国土交通省）が主要地方道彦根近江八幡瀬田線を指定。
- 1966年（昭和41年）3月22日 - 主要地方道に昇格する。滋賀県道139号近江八幡中主瀬田線と統合し、滋賀県道336号彦根近江八幡瀬田線となる[2][注釈 1]。
- 1972年（昭和47年）3月21日 - 瀬田町の大津市への編入合併に伴い、路線名が「滋賀県道336号彦根近江八幡大津線」に変更になる[3]。同時に「滋賀県道317号彦根桑名線」のうち一般国道306号に昇格されなかった区間を編入、滋賀県が彦根桑名線を廃止[注釈 2]。
- 1983年（昭和58年）3月4日 - 滋賀県道320号近江八幡員弁線の廃止に伴い滋賀県道354号大津守山近江八幡線と分割し、滋賀県道353号彦根近江八幡線が認定される[4]。
- 1990年（平成2年）9月17日 - 現在の路線番号に変更[5]。
- 1993年（平成5年）5月11日 - 建設省から、主要県道彦根近江八幡線が彦根近江八幡線として主要地方道に再指定される[6]。

## 路線状況

### 通称
- 中濠東西通り（外町交点・京橋交点間）
- 琵琶湖沿いは湖岸道路またはさざなみ街道[注釈 3]。

### バイパス
- 近江八幡市大中町・長命寺町間（大中バイパス）

### 重複区間
- 滋賀県道2号大津能登川長浜線（彦根市城町 - 彦根市長曽根町・長曽根町北交差点）
- 滋賀県道52号栗見八日市線（東近江市栗見出在家町・栗身出在家交差点 - 栗見新田北交差点）
- 滋賀県道26号大津守山近江八幡線（近江八幡市北津田町 - 近江八幡市長命寺町・長命寺町交差点）

### 主な橋
- 下芹橋
- 大藪橋
- 犬上橋
- 八坂港橋
- 須三嶺大橋
- 愛知川橋
- 水車橋

## 地理

### 通過する自治体
- 彦根市
- 東近江市
- 近江八幡市

### 交差する道路

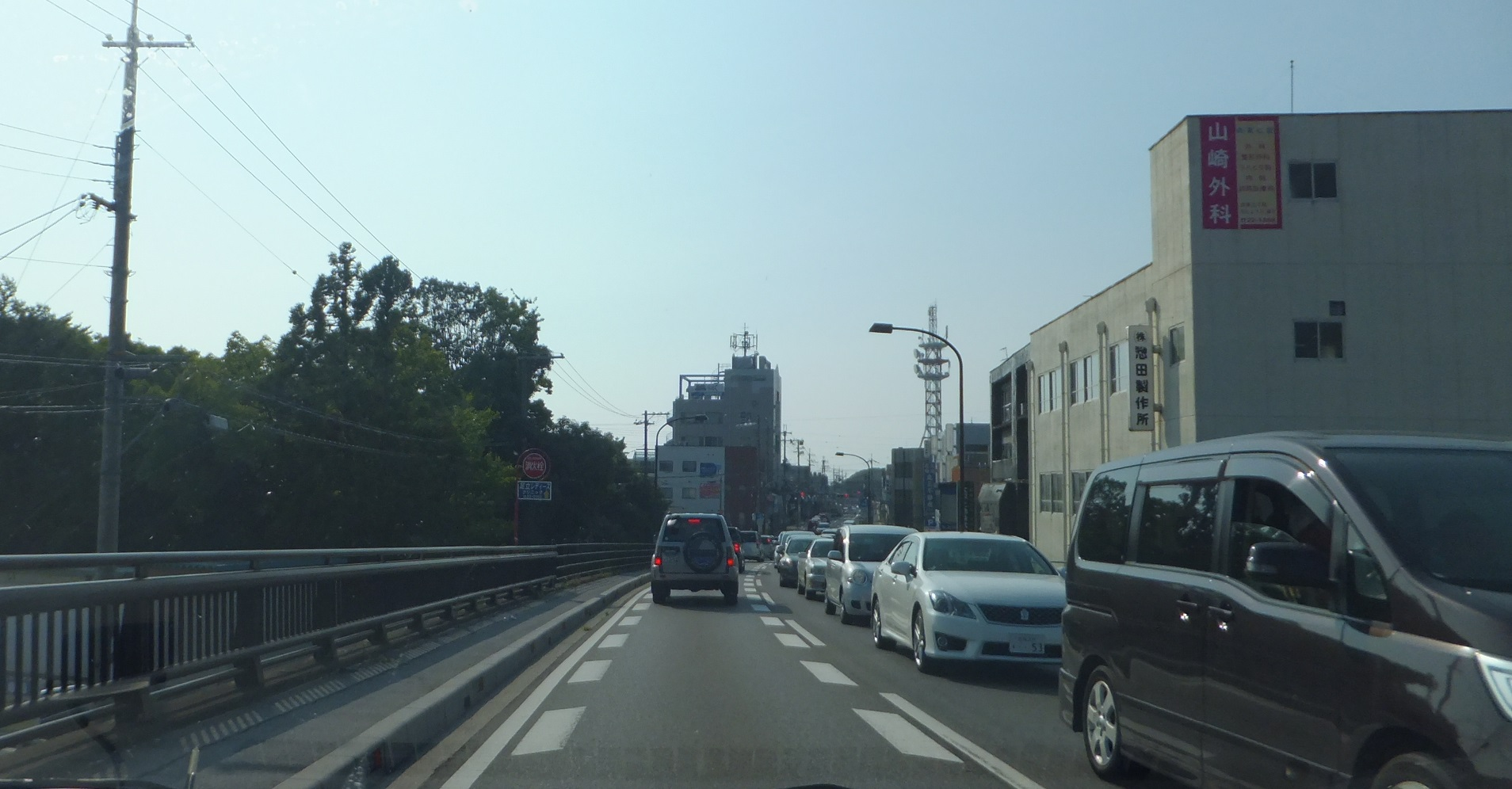
起点付近
滋賀県彦根市外町で撮影

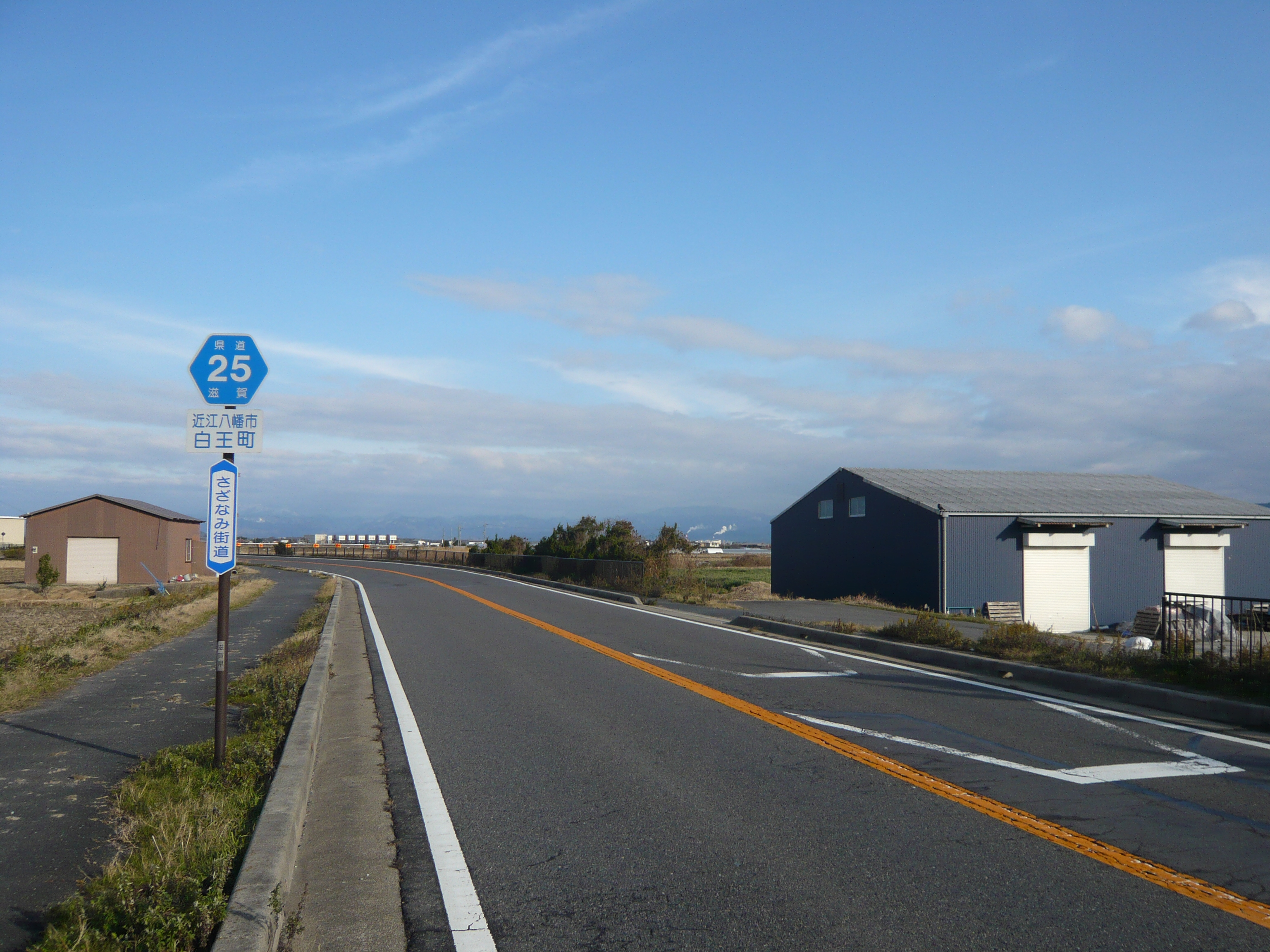
滋賀県道25号。近江八幡市白王町

- 国道8号・国道306号（彦根市外町、起点）
- 佐和山通り
- 滋賀県道6号彦根停車場線 京町通り・滋賀県道206号神郷彦根線 芹橋雨壺山通り（彦根市京町）
- 滋賀県道518号彦根城線（彦根市本町・京橋交差点）
- 滋賀県道2号大津能登川長浜線（彦根市城町）
- 滋賀県道2号大津能登川長浜線 湖岸道路（＝さざなみ街道）（彦根市長曽根町・長曽根町北交差点）
- 滋賀県道528号彦根環状線（彦根市大藪町・大藪町南交差点）
- くすのき通り
- 滋賀県道197号八坂高宮線（彦根市八坂町・八坂町中交差点）
- 滋賀県道196号三津屋野口線（彦根市三津屋町）
- 滋賀県道20号愛知川彦根線（彦根市柳川町）
- 滋賀県道193号新海上稲葉線（彦根市新海町）
- 滋賀県道52号栗見八日市線（東近江市栗見出在家町）
- 滋賀県道52号栗見八日市線（東近江市栗見出在家町）
- 滋賀県道511号栗見新田安土線（東近江市栗見新田町）
- 滋賀県道26号大津守山近江八幡線 湖岸道路（＝さざなみ街道）（近江八幡市北津田町）
- 滋賀県道26号大津守山近江八幡線 湖岸道路（＝さざなみ街道）（近江八幡市長命寺町・長命寺町交差点、終点）

### 沿線にある施設など
- 佐和山自動車教習所
- 彦根市立城東小学校
- NTT西日本 滋賀支店彦根別館
- 彦根郵便局
- 滋賀県立彦根東高等学校
- 関西みらい銀行 彦根支店
- 彦根城（国宝）
- 国立滋賀大学経済学部
- 彦根市立西保育園
- ひまわり保育園
- ベイシア（ショッピングセンター）
- 彦根市立金城小学校
- 彦根市立病院
- 木和田神社
- 滋賀県立大学
- 社会福祉法人彦根福祉会立多景保育園
- 彦根須越郵便局
- 曽根沼湖岸緑地公園
- 菅原神社
- 栗見新田簡易郵便局
- 東近江市立ふれあいセンターあやめ
- 休暇村近江八幡、近江八幡休暇村温泉
- 水ヶ浜キャンプ場
- 長命寺